# ARMA 3
ARMA 3 (estilitzat com ARMA III) és un videojoc de simulació bèl·lica de món obert desenvolupat i publicat per Bohemia Interactive i distribuït per la plataforma Steam. Va ser publicat el 12 de setembre de 2013 per a Microsoft Windows.